# Josh Briggs
Joshua Bruns (nascido em 5 de março de 1993) é um lutador profissional americano, mais conhecido pelo nome de ringue Josh Briggs. Atualmente ele está assinado com a WWE onde atua na marca NXT. Na WWE, ele é uma vez Campeonato de Duplas do NXT UK com Brooks Jensen, e ele e Jensen são reconhecidos como os detentores finais do campeonato. Ele já apareceu no Evolve, onde foi o último Campeão do Evolve.

## Vida pregressa
Bruns jogou futebol na UMass depois de dois anos no Glendale Community College, no Arizona.

## Carreira de luta livre profissional
Em 31 de agosto de 2020, foi relatado que Briggs havia assinado um contrato com a WWE, após a compra da Evolve pela empresa em julho. Em 7 de outubro, a WWE anunciou que ele havia se apresentado para treinamento no Performance Center, ao lado de outros cinco lutadores profissionais da Evolve. Em 6 de julho de 2021, Briggs foi anunciado para fazer parte do 2021 NXT Breakout Tournament. No episódio de 27 de julho do NXT, Briggs foi derrotado por Carmelo Hayes no primeiro round. Na estreia do NXT 2.0 em 14 de setembro, Briggs formou uma equipa com o estreante Brooks Jensen e enfrentou Imperium (Fabian Aichner e Marcel Barthel) em um esforço perdedor, estabelecendo-se como faces. No episódio de 18 de janeiro de 2022 do NXT, Briggs e Jensen competiram no Dusty Rhodes Men's Tag Team Classic, mas foram eliminados pelos eventuais vencedores, os Creed Brothers (Brutus e Julius) na primeira rodada. No episódio de 12 de abril do NXT, eles participaram de uma luta gauntlet de cinco equipes pelo vago Campeonato de Duplas do NXT, mas não conseguiram vencer. No episódio de 22 de junho do NXT UK, Briggs e Jensen derrotaram Dave Mastiff e Jack Starz, Mark Andrews e Wild Boar, e Die Familie ( Teoman e Rohan Raja) em uma luta de eliminação Fatal 4-Way para ganhar a vaga Campeonato de Duplas do NXT UK, tornando-os o primeiro e único tag team não europeu a ganhar os títulos.

## Campeonatos e conquistas
- Luta Alfa-1
  - Campeonato A1 Zero Gravity (1 vez) [10]
- Luta Caótica
  - Chaotic Wrestling New England Championship ( 1 vez ) [11]
  - Torneio do título de Wrestling caótico da Nova Inglaterra (2017) [12]
- Evoluir
  - Evolve Championship ( 1 vez, final ) [13]
- Luta profissional de fábrica de monstros
  - Campeonato da Rede MFPW (1 vez) [14]
- Campeonato Nordeste de Luta Livre
  - Copa Memorial Ox Baker (2017) [15]
- Luta Profissional Ilustrada
  - Classificado em 175º lugar entre os 500 melhores lutadores individuais no PWI 500 em 2020[16]
- Luta de OVNIs
  - UFO Tag Team Championship (1 vez) - com Beau Douglas[17]
- WWE
  - NXT UK Tag Team Championship ( 1 vez, final ) - com Brooks Jensen[18]